# 솔루션 아키텍처
솔루션 아키텍처(solution architecture)는 특정한 해결책 문맥에서 전달되는 시스템의 아키텍처를 정의하고 기술하는 것으로, 전체 시스템 또는 특정한 부분의 설명만 아우를 수 있다. 솔루션 아키텍처의 정의는 일반적으로 솔루션 아키텍트에 의해 주도된다.
산업에서 "솔루션 아키텍처"에는 수많은 정의가 있으나 공식적인 정의는 아직 존재하지 않는다. 오픈 그룹(2009년)은 솔루션 아키텍처를 다음과 같이 정의했다:
- 사용되는 비즈니스 운영 또는 활동, 그리고 어떻게 IS/IT가 해당 운영을 지원하는지에 대한 것. 솔루션 아키텍처는 일반적으로 하나의 제품이나 프로젝트 릴리스에 적용되며 요건을 솔루션 시각, 고수준의 비즈니스 및 IT 시스템 사양, 그리고 구현 작업의 포트폴리오로 변환하는 일을 돕는다.[1]